# 旧沼田貯蓄銀行
旧沼田貯蓄銀行（きゅうぬまたちょちくぎんこう）は、群馬県沼田市にある建築物。
群馬銀行の前身行の一つである沼田貯蓄銀行の旧社屋で、利根沼田地域の金融史を物語る文化財として保存されている。

## 歴史

### 沼田貯蓄銀行の歴史
1898年（明治31年）8月21日、利根郡沼田町（現・沼田市）下之町に沼田貯蓄銀行が創業した。1903年（明治36年）には沼田町材木町に移転し、1908年（明治41年）頃に材木町（北緯36度38分50.4秒 東経139度2分53秒 / 北緯36.647333度 東経139.04806度）に新社屋が完成したと推定される。

### 建物の歴史

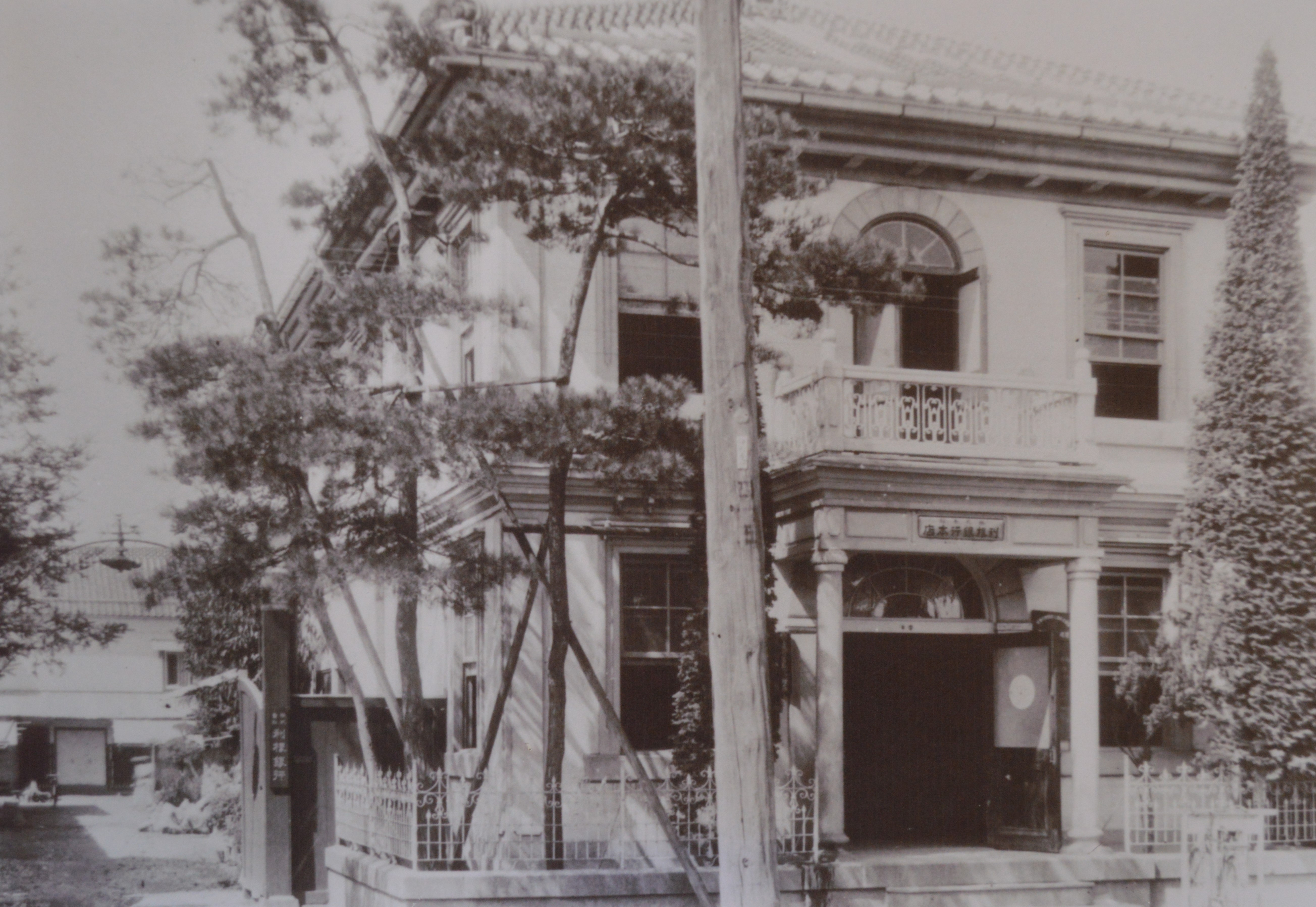
利根銀行本店時代

1921年（大正10年）には沼田貯蓄銀行が沼田商業銀行に改称し、1926年（大正15年）に利根銀行（旧法人）と合併して利根銀行（新法人）となった。材木町の社屋は以後も利根銀行本店として使用された。
1928年（昭和3年）には利根銀行が群馬中央銀行に買収され、同行は1931年（昭和6年）に群馬銀行（旧法人）に改称した。1932年（昭和7年）、銀行業に転業した群馬県金融株式会社が群馬銀行および上州銀行を買収し、群馬大同銀行に改称した。そして、群馬大同銀行は1955年（昭和30年）に改称し、現在の群馬銀行となる。
材木町の旧沼田貯蓄銀行社屋は、群馬大同銀行になった当初はその沼田支店として引き続き使用されたが、2年後の1934年（昭和9年）には銀行店舗としての営業を終了した。その後は1983年（昭和58年）まで、職業安定所や土地改良区事務所、酪農組合事務所などとして使用された。1984年（昭和59年）7月3日には、沼田市内に唯一現存する明治時代の洋風建築として、群馬県指定重要文化財に指定された。

### 上之町への移築
2012年（平成24年）より解体調査が行われ、営業当時の様子が判明した。元の位置での修復・保存が検討されたが、狭隘地での保存は困難であることから、中心市街地の土地区画整理事業の核の1つとして、2016年（平成28年）に国道120号沿いの上之町に移築された。復元にあたっては可能な限り解体した部材を使い、塗色も当時の色合いが復元された。館内は一般公開されている。
隣接地には2020年（令和2年）に沼田公園から旧土岐家住宅洋館と旧日本基督教団沼田教会紀念会堂が移築され、2023年（令和5年）には東京都から旧久米家住宅洋館が移築された。明治から大正時代にかけての歴史的建築物が立ち並ぶ街並みが大正ロマンエリアと銘打たれている。

## 建築
棟札が発見されず、建築年代の特定は困難であるが、技法と文献から1908年（明治41年）頃の建築と推定される。木造2階建ての寄棟造で、屋根は桟瓦葺き。和洋折衷の擬洋風建築で、壁は漆喰で西側のみ土蔵造りである。1階は営業室と事務室、2階は店長室と大広間があり、店長室の天井は金唐革紙で仕上げられている。

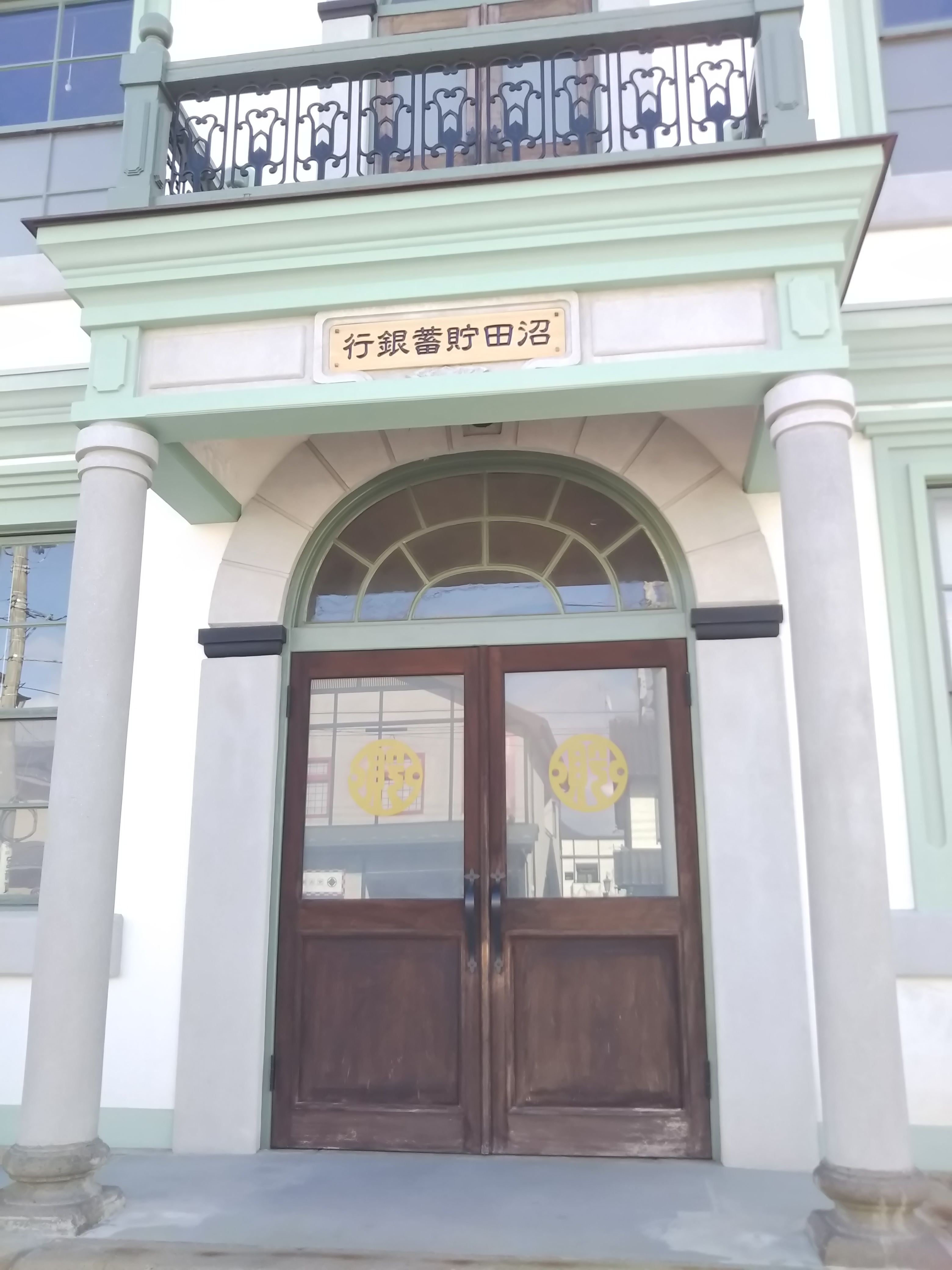
玄関ポーチ
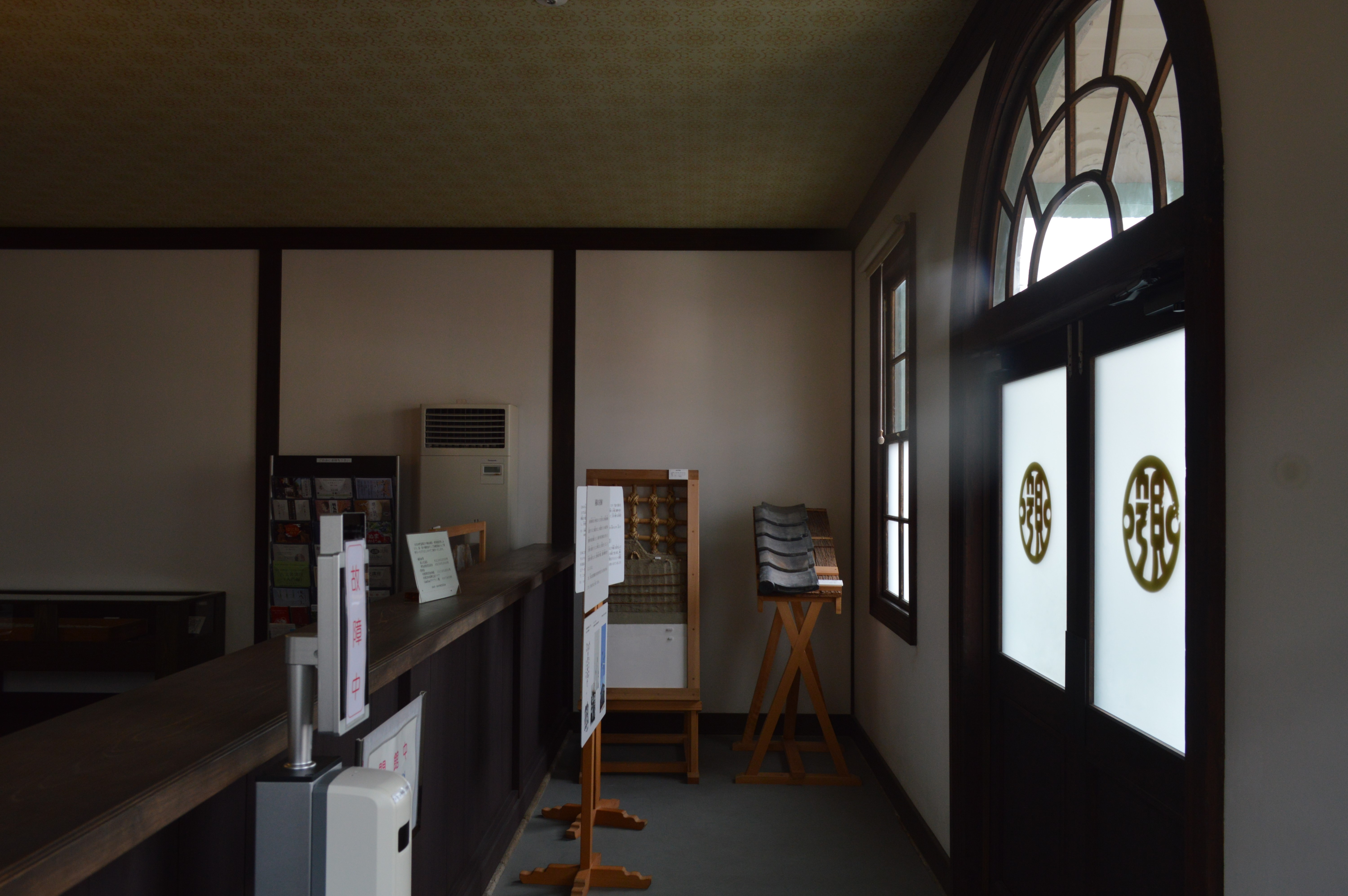
入口とカウンター
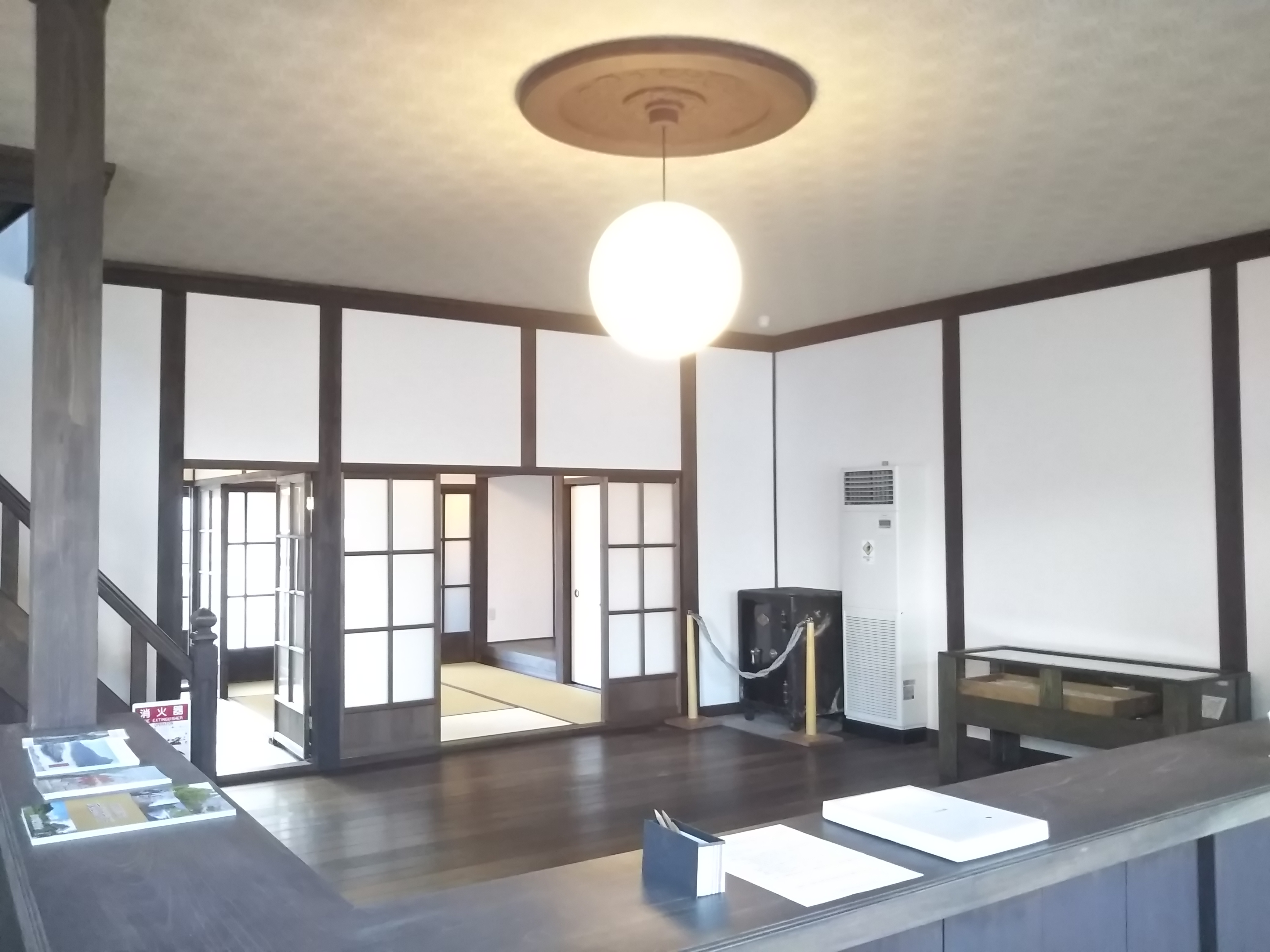
1階の営業室
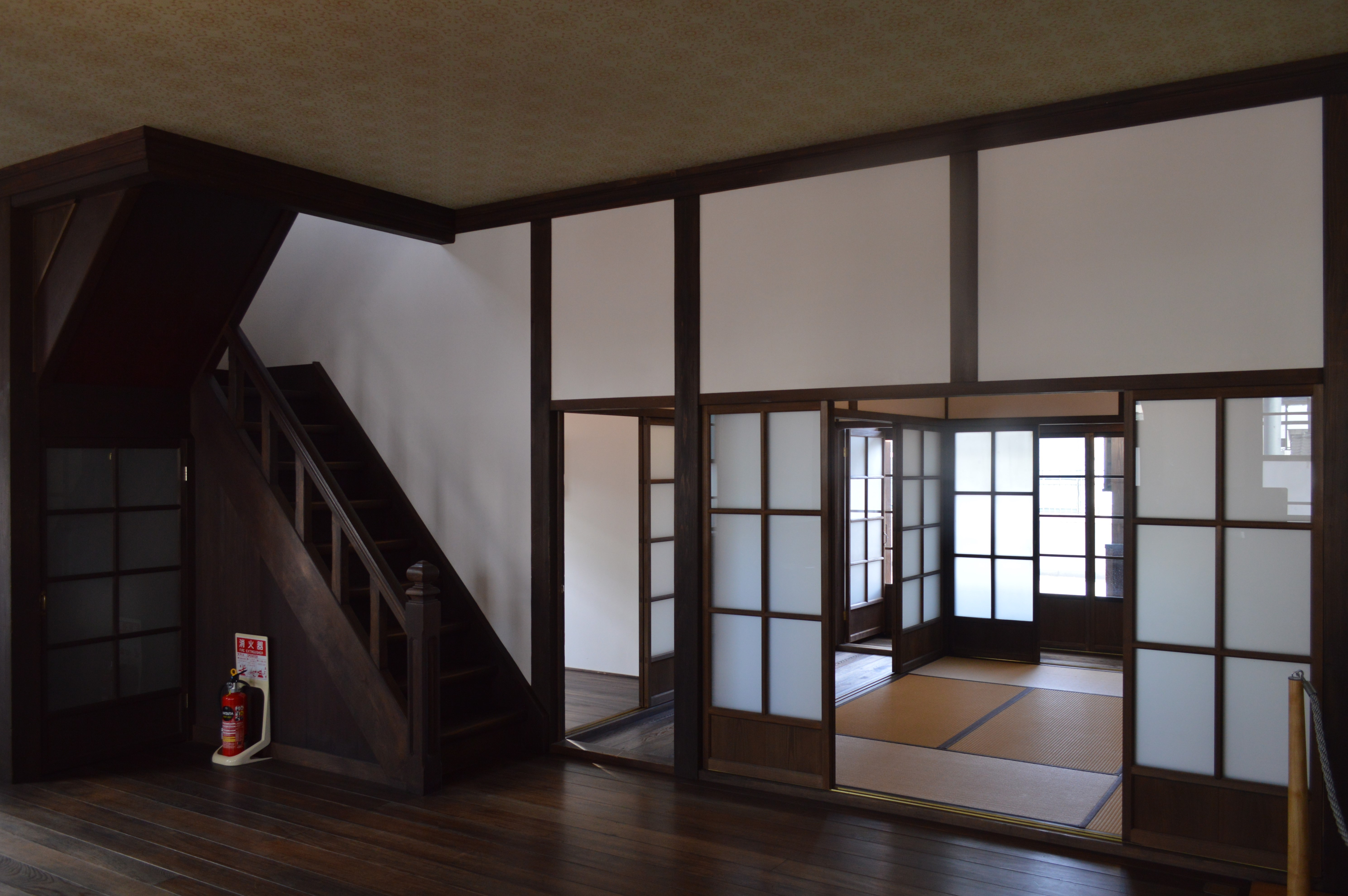
1階の事務室
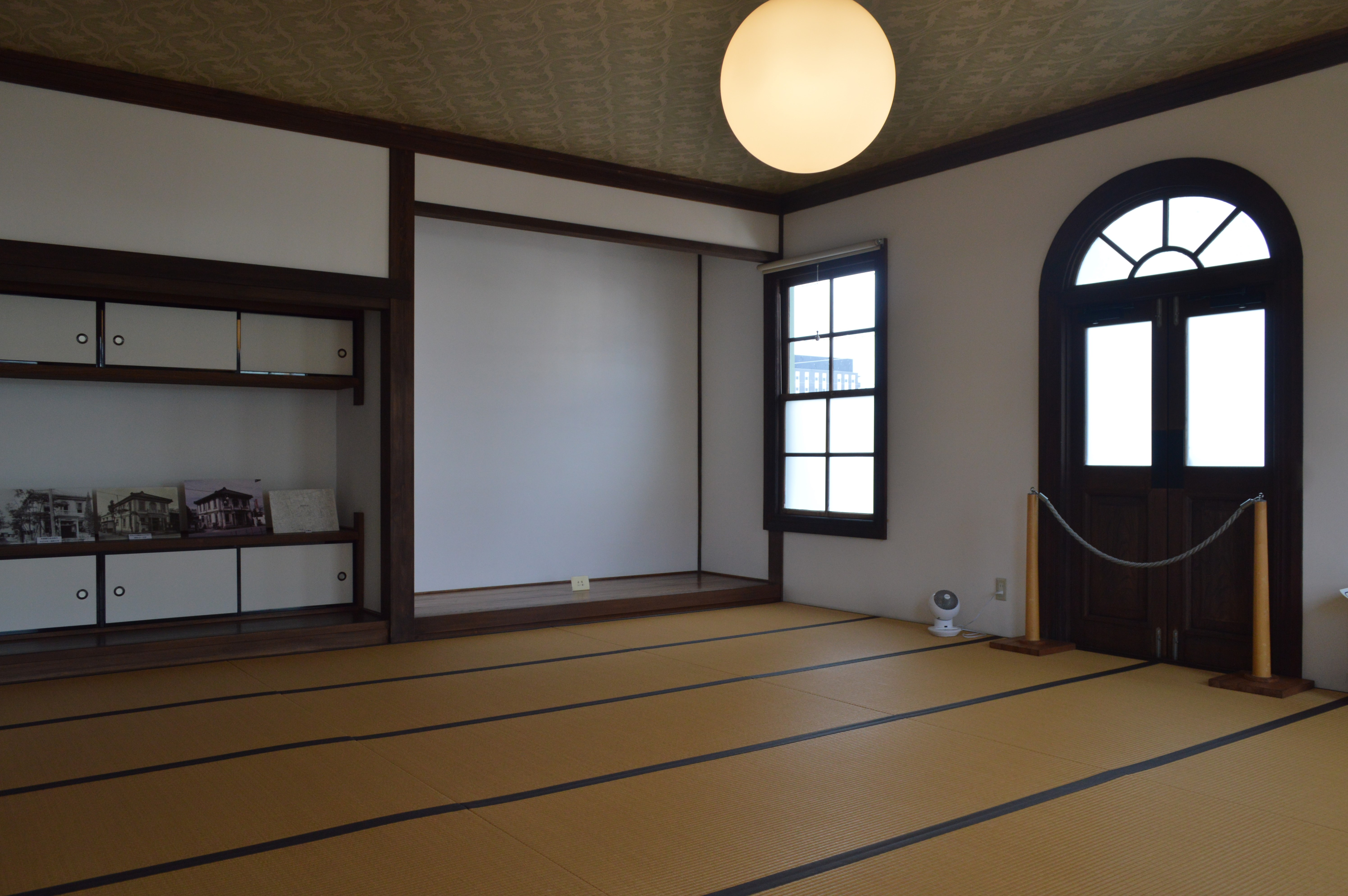
2階の和室
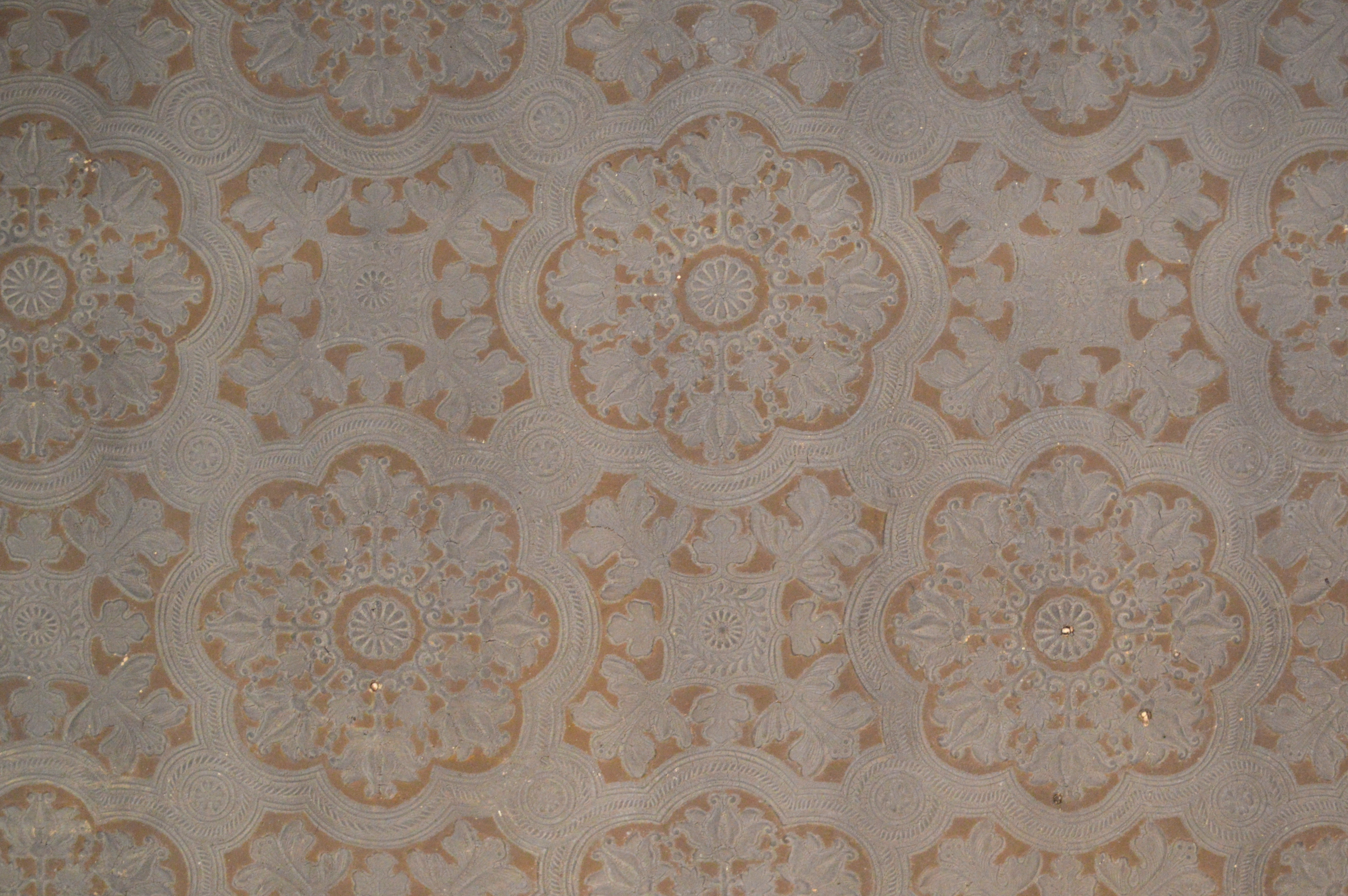
金唐革紙の天井